# Stati per debito pubblico
Questa è la lista dei paesi per debito pubblico, basati sui dati del World Factbook della CIA e del FMI. La cifra del debito netto è il totale cumulativo di tutti i prestiti pubblici meno i rimborsi che sono denominati nella valuta nazionale di un paese.

## Spiegazione
Il debito pubblico lordo è il dato più rilevante per le discussioni sul default del governo e sui massimali di debito. È diverso dal debito estero, che include le passività in valuta estera di entità non governative.
Fino al 2016 anche la CIA pubblicava una relazione sul debito pubblico dei vari stati, anche se questa non è mai stata ritenuta molto affidabile, dal momento che la CIA non è un ente indipendente  così come lo è il Fondo Monetario Internazionale. Dal 2016 la CIA pubblica gli aggiornamenti solo per alcuni stati, in particolare quelli tenuti sotto osservazione, come ad esempio Israele.
Pur ignorato dal Trattato di Maastricht, il rapporto debito privato/PIL è un altro importante indicatore dell'indebitamento complessivo degli Stati dell'Unione Europea. Secondo i dati forniti da BCE e Commissione UE, al 2019 esso era pari al 55% in Italia (in netta crescita dal 1998 al 2010) e al 220% in Olanda.

## Debito pubblico in% del PIL
Le cifre qui sono rappresentate come percentuale del prodotto interno lordo annuale, al 2022.
Fonte: International Monetary Fund - World Economic Outlook Database
(Quando i dati per il 2021 non erano disponibili le cifre sono state stimate dallo staff del FMI)
| N°  | Nazione                                  | Voce di approfondimento                     | % di Debito pubblico generale (% in rapporto al PIL) | % di Debito pubblico netto detenuta dallo stato (% in rapporto al PIL) | Continente       |
| --- | ---------------------------------------- | ------------------------------------------- | ---------------------------------------------------- | ---------------------------------------------------------------------- | ---------------- |
| 1   | Afghanistan                              |                                             | 7.26                                                 |                                                                        | Asia             |
| 2   | Albania                                  |                                             | 67.581                                               | 64.1                                                                   | Europa           |
| 3   | Algeria                                  |                                             | 52.397                                               | 51.9                                                                   | Africa           |
| 4   | Andorra                                  |                                             | 38.788                                               |                                                                        | Europa           |
| 5   | Angola                                   |                                             | 67.050                                               |                                                                        | Africa           |
| 6   | Antigua and Barbuda                      |                                             | 90.562                                               |                                                                        | America centrale |
| 7   | Argentina                                |                                             | 84.466                                               |                                                                        | Sud America      |
| 8   | Armenia                                  |                                             | 49.273                                               |                                                                        | Europa           |
| 9   | Aruba                                    |                                             | 92.004                                               |                                                                        | America centrale |
| 10  | Australia                                |                                             | 55.702                                               | 34.6                                                                   | Oceania          |
| 11  | Austria                                  |                                             | 77.786                                               | 60.6                                                                   | Europa           |
| 12  | Azerbaijan                               |                                             | 20.675                                               |                                                                        | Europa           |
| 13  | Bahamas                                  |                                             | 89.414                                               |                                                                        | America centrale |
| 14  | Bahrain                                  |                                             | 117.587                                              |                                                                        | Asia             |
| 15  | Bangladesh                               |                                             | 39.088                                               |                                                                        | Asia             |
| 16  | Barbados                                 |                                             | 120.781                                              | 134.3                                                                  | America centrale |
| 17  | Bielorussia                              |                                             | 39.753                                               |                                                                        | Europa           |
| 18  | Belgio                                   |                                             | 105.270                                              | 93.7                                                                   | Europa           |
| 19  | Belize                                   |                                             | 64.141                                               |                                                                        | America centrale |
| 20  | Benin                                    |                                             | 52.386                                               |                                                                        | Africa           |
| 21  | Bhutan                                   |                                             | 124.795                                              |                                                                        | Asia             |
| 22  | Bolivia                                  |                                             | 82.616                                               | 70.6                                                                   | Sud America      |
| 23  | Bosnia ed Erzegovina                     |                                             | 29.556                                               | 22.0                                                                   | Europa           |
| 24  | Botswana                                 |                                             | 19.949                                               | 14.2                                                                   | Africa           |
| 25  | Brasile                                  |                                             | 85.906                                               | 57.2                                                                   | Sud America      |
| 26  | Brunei                                   |                                             | 2.063                                                |                                                                        | Asia             |
| 27  | Bulgaria                                 |                                             | 21.844                                               | 13.7                                                                   | Europa           |
| 28  | Burkina Faso                             |                                             | 54.309                                               |                                                                        | Africa           |
| 29  | Burundi                                  |                                             | 68.300                                               |                                                                        | Asia             |
| 30  | Capo Verde                               |                                             | 127.407                                              | 130.5                                                                  | Africa           |
| 31  | Cambogia                                 |                                             | 36.533                                               |                                                                        | Asia             |
| 32  | Camerun                                  |                                             | 46.432                                               | 44.1                                                                   | Africa           |
| 33  | Canada                                   |                                             | 106.590                                              | 31.6                                                                   | Nord America     |
| 34  | Repubblica Centrafricana                 |                                             | 50.687                                               |                                                                        | Africa           |
| 35  | Ciad                                     |                                             | 50.367                                               |                                                                        | Africa           |
| 36  | Cile                                     |                                             | 37.977                                               | 20.1                                                                   | Sud America      |
| 37  | Cina                                     |                                             | 77.097                                               |                                                                        | Asia             |
| 38  | Colombia                                 |                                             | 63.626                                               | 56.8                                                                   | Sud America      |
| 39  | Comore                                   |                                             | 29.064                                               |                                                                        | Africa           |
| 40  | Congo (Repubblica Democratica del Congo) |                                             | 14.580                                               |                                                                        | Africa           |
| 41  | Congo (Repubblica del Congo)             |                                             | 99.565                                               |                                                                        | Africa           |
| 42  | Costa Rica                               |                                             | 63.768                                               |                                                                        | America centrale |
| 43  | Costa d'Avorio                           |                                             | 56.750                                               |                                                                        | Africa           |
| 44  | Croazia                                  |                                             | 67.535                                               |                                                                        | Europa           |
| 45  | Cuba                                     |                                             |                                                      |                                                                        | America centrale |
| 46  | Cipro                                    |                                             | 86.501                                               | 51.0                                                                   | Europa           |
| 47  | Repubblica Ceca                          |                                             | 42.9                                                 | 26.4                                                                   | Europa           |
| 48  | Danimarca                                |                                             | 29.658                                               | 11.0                                                                   | Europa           |
| 49  | Gibuti                                   |                                             | 40.614                                               | 45.8                                                                   | Africa           |
| 50  | Dominica                                 |                                             | 104.788                                              |                                                                        | America centrale |
| 51  | Repubblica Dominicana                    |                                             | 58.919                                               | 49.3                                                                   | America centrale |
| 52  | Ecuador                                  |                                             | 57.303                                               |                                                                        | Sud America      |
| 53  | Egitto                                   |                                             | 88.534                                               | 84.5                                                                   | Africa           |
| 54  | El Salvador                              |                                             | 77.236                                               |                                                                        | America centrale |
| 55  | Guinea equatoriale                       |                                             | 27.147                                               | 29.7                                                                   | Africa           |
| 56  | Eritrea                                  |                                             | 163.769                                              |                                                                        | Africa           |
| 57  | Estonia                                  |                                             | 17.160                                               | 4.4                                                                    | Europa           |
| 58  | Swaziland                                |                                             | 45.353                                               | 38.0                                                                   | Africa           |
| 59  | Etiopia                                  |                                             | 46.372                                               | 49.6                                                                   | Africa           |
| 60  | Figi                                     |                                             | 92.802                                               | 82.2                                                                   | Oceania          |
| 61  | Finlandia                                |                                             | 74.807                                               | 34.1                                                                   | Europa           |
| 62  | Francia                                  |                                             | 111.063                                              | 101.1                                                                  | Europa           |
| 63  | Gabon                                    |                                             | 55.054                                               |                                                                        | Africa           |
| 64  | Gambia                                   |                                             | 83.952                                               |                                                                        | Africa           |
| 65  | Georgia                                  |                                             | 39.772                                               |                                                                        | Europa           |
| 66  | Germania                                 |                                             | 66.535                                               | 47.0                                                                   | Europa           |
| 67  | Ghana                                    |                                             | 88.767                                               | 77.3                                                                   | Africa           |
| 68  | Grecia                                   |                                             | 177.434                                              |                                                                        | Europa           |
| 69  | Grenada                                  |                                             | 64.508                                               |                                                                        | America centrale |
| 70  | Guatemala                                |                                             | 30.127                                               |                                                                        | America centrale |
| 71  | Guinea                                   |                                             | 33.404                                               |                                                                        | Africa           |
| 72  | Guinea-Bissau                            |                                             | 79.529                                               |                                                                        | Africa           |
| 73  | Guyana                                   |                                             | 27.809                                               | 38.4                                                                   | Sud America      |
| 74  | Haiti                                    |                                             | 25.010                                               |                                                                        | America centrale |
| 75  | Honduras                                 |                                             | 50.022                                               |                                                                        | America centrale |
| 76  | Hong Kong                                |                                             | 4.255                                                |                                                                        | Asia             |
| 77  | Ungheria                                 |                                             | 76.351                                               | 69.8                                                                   | Europa           |
| 78  | Islanda                                  |                                             | 68.726                                               | 59.5                                                                   | Europa           |
| 79  | India                                    |                                             | 83.126                                               |                                                                        | Asia             |
| 80  | Indonesia                                |                                             | 39.934                                               | 37.9                                                                   | Asia             |
| 81  | Iran                                     |                                             | 34.006                                               | 36.1                                                                   | Asia             |
| 82  | Iraq                                     |                                             | 43.300                                               |                                                                        | Asia             |
| 83  | Irlanda                                  |                                             | 45.190                                               | 50.4                                                                   | Europa           |
| 84  | Israele                                  |                                             | 60.931                                               | 65.1                                                                   | Asia             |
| 85  | Italia                                   | Debito pubblico in Italia                   | 144.696                                              | 138.3                                                                  | Europa           |
| 86  | Giamaica                                 |                                             | 84.124                                               |                                                                        | America centrale |
| 87  | Giappone                                 |                                             | 261.289                                              | 168.1                                                                  | Asia             |
| 88  | Giordania                                |                                             | 89.425                                               | 91.8                                                                   | Asia             |
| 89  | Kazakistan                               |                                             | 23.497                                               | -3.3                                                                   | Asia             |
| 90  | Kenya                                    |                                             | 67.936                                               | 62.6                                                                   | Africa           |
| 91  | Kiribati                                 |                                             | 15.214                                               |                                                                        | Oceania          |
| 92  | Corea del Sud                            |                                             | 54.331                                               | 20.9                                                                   | Asia             |
| 93  | Corea del Nord                           |                                             |                                                      |                                                                        | Asia             |
| 94  | Kosovo                                   |                                             | 19.319                                               |                                                                        | Europa           |
| 95  | Kuwait                                   |                                             | 2.923                                                |                                                                        | Asia             |
| 96  | Kirghizistan                             |                                             | 53.528                                               |                                                                        | Asia             |
| 97  | Laos                                     |                                             | 128.514                                              |                                                                        | Asia             |
| 98  | Lettonia                                 |                                             | 41.609                                               | 34.5                                                                   | Europa           |
| 99  | Libano                                   |                                             |                                                      |                                                                        | Asia             |
| 100 | Lesotho                                  |                                             | 57.907                                               | 17.5                                                                   | Africa           |
| 101 | Liberia                                  |                                             | 55.366                                               | 48.6                                                                   | Africa           |
| 102 | Libia                                    |                                             |                                                      |                                                                        | Africa           |
| 103 | Lituania                                 |                                             | 39.561                                               | 39.8                                                                   | Europa           |
| 104 | Lussemburgo                              |                                             | 24.305                                               | -10.8                                                                  | Europa           |
| 105 | Macao                                    |                                             | 0.000                                                |                                                                        | Asia             |
| 106 | Madagascar                               |                                             | 56.989                                               |                                                                        | Africa           |
| 107 | Malawi                                   |                                             | 70.139                                               |                                                                        | Africa           |
| 108 | Malesia                                  |                                             | 66.265                                               |                                                                        | Asia             |
| 109 | Maldive                                  |                                             | 114.943                                              |                                                                        | Asia             |
| 110 | Mali                                     |                                             | 53.218                                               | 44.8                                                                   | Africa           |
| 111 | Malta                                    |                                             | 55.829                                               | 46.2                                                                   | Europa           |
| 112 | Isole Marshall                           |                                             | 21.196                                               |                                                                        | Oceania          |
| 113 | Mauritania                               |                                             | 47.740                                               | 48.6                                                                   | Africa           |
| 114 | Mauritius                                |                                             | 80.869                                               |                                                                        | Africa           |
| 115 | Messico                                  |                                             | 56.029                                               | 49.9                                                                   | America centrale |
| 116 | Micronesia                               |                                             | 14.026                                               |                                                                        | Oceania          |
| 117 | Moldavia                                 |                                             | 33.523                                               |                                                                        | Europa           |
| 118 | Mongolia                                 |                                             | 82.427                                               |                                                                        | Asia             |
| 119 | Montenegro                               |                                             | 71.231                                               |                                                                        | Europa           |
| 120 | Marocco                                  |                                             | 68.788                                               | 68.4                                                                   | Africa           |
| 121 | Mozambico                                |                                             | 76.142                                               |                                                                        | Africa           |
| 122 | Birmania                                 |                                             | 63.896                                               |                                                                        | Asia             |
| 123 | Namibia                                  |                                             | 71.278                                               | 70.8                                                                   | Africa           |
| 124 | Nauru                                    |                                             | 24.265                                               |                                                                        | Oceania          |
| 125 | Nepal                                    |                                             | 43.830                                               |                                                                        | Asia             |
| 126 | Paesi Bassi                              |                                             | 48.507                                               | 42.8                                                                   | Europa           |
| 127 | Nuova Zelanda                            |                                             | 52.792                                               | 14.5                                                                   | Oceania          |
| 128 | Nicaragua                                |                                             | 45.956                                               |                                                                        | America centrale |
| 129 | Niger                                    |                                             | 51.076                                               | 45.0                                                                   | Africa           |
| 130 | Nigeria                                  |                                             | 38.017                                               | 36.2                                                                   | Africa           |
| 131 | Macedonia del Nord                       |                                             | 51.799                                               | 52.3                                                                   | Europa           |
| 132 | Norvegia                                 |                                             | 39.603                                               | -86.7                                                                  | Europa           |
| 133 | Oman                                     |                                             | 40.148                                               | 25.5                                                                   | Asia             |
| 134 | Pakistan                                 |                                             | 75.753                                               | 67.4                                                                   | Asia             |
| 135 | Palau                                    |                                             |                                                      |                                                                        | Oceania          |
| 136 | Panama                                   |                                             | 54.892                                               | 40.8                                                                   | America centrale |
| 137 | Papua Nuova Guinea                       |                                             | 49.193                                               |                                                                        | Oceania          |
| 138 | Paraguay                                 |                                             | 40.870                                               | 33.4                                                                   | Sud America      |
| 139 | Perù                                     |                                             | 33.373                                               | 19.2                                                                   | Sud America      |
| 140 | Filippine                                |                                             | 57.520                                               |                                                                        | Asia             |
| 141 | Polonia                                  |                                             | 49.577                                               | 40.8                                                                   | Europa           |
| 142 | Portogallo                               |                                             | 116.048                                              | 120.1                                                                  | Europa           |
| 143 | Puerto Rico                              |                                             | 16.312                                               |                                                                        | America centrale |
| 144 | Qatar                                    |                                             | 45.308                                               |                                                                        | Asia             |
| 145 | Romania                                  |                                             | 48.728                                               | 42.3                                                                   | Europa           |
| 146 | Russia                                   |                                             | 19.597                                               |                                                                        | Asia             |
| 147 | Ruanda                                   |                                             | 64.425                                               |                                                                        | Africa           |
| 148 | Saint Kitts e Nevis                      |                                             | 64.752                                               |                                                                        | America centrale |
| 149 | Saint Lucia                              |                                             | 83.484                                               |                                                                        | America centrale |
| 150 | Saint Vincent e Grenadine                |                                             | 86.799                                               |                                                                        | America centrale |
| 151 | Samoa                                    |                                             | 43.727                                               |                                                                        | Oceania          |
| 152 | San Marino                               |                                             | 81.166                                               |                                                                        | Europa           |
| 153 | São Tomé e Príncipe                      |                                             | 58.099                                               |                                                                        | Africa           |
| 154 | Arabia Saudita                           |                                             | 22.573                                               | 17.7                                                                   | Asia             |
| 155 | Senegal                                  |                                             | 74.970                                               |                                                                        | Africa           |
| 156 | Serbia                                   |                                             | 53.539                                               | 52.6                                                                   | Europa           |
| 157 | Seychelles                               |                                             | 63.427                                               | 62.4                                                                   | Africa           |
| 158 | Sierra Leone                             |                                             | 98.848                                               |                                                                        | Africa           |
| 159 | Singapore                                |                                             | 134.159                                              |                                                                        | Asia             |
| 160 | Slovacchia                               |                                             | 58.821                                               | 51.3                                                                   | Asia             |
| 161 | Slovenia                                 |                                             | 70.245                                               | 49.5                                                                   | Europa           |
| 162 | Isole Salomone                           |                                             | 16.853                                               | 7.3                                                                    | Oceania          |
| 163 | Somalia                                  |                                             |                                                      |                                                                        | Africa           |
| 164 | Sudafrica                                |                                             | 71.016                                               | 63.2                                                                   | Africa           |
| 165 | Sud Sudan                                |                                             | 39.639                                               | 64.6                                                                   | Africa           |
| 166 | Spagna                                   |                                             | 111.978                                              | 102.8                                                                  | Europa           |
| 167 | Sri Lanka                                |                                             | 117.661                                              |                                                                        | Asia             |
| 168 | Sudan                                    |                                             | 127.552                                              |                                                                        | Africa           |
| 169 | Suriname                                 |                                             | 123.158                                              |                                                                        | Sud America      |
| 170 | Svezia                                   |                                             | 31.686                                               | 8.5                                                                    | Europa           |
| 171 | Svizzera                                 |                                             | 39.122                                               | 21.6                                                                   | Europa           |
| 172 | Siria                                    |                                             |                                                      |                                                                        | Asia             |
| 173 | Taiwan                                   |                                             | 27.465                                               | 26.5                                                                   | Asia             |
| 174 | Tajikistan                               |                                             | 34.631                                               |                                                                        | Asia             |
| 175 | Tanzania                                 |                                             | 41.622                                               |                                                                        | Africa           |
| 176 | Thailandia                               |                                             | 60.542                                               |                                                                        | Asia             |
| 177 | Timor Est                                |                                             | 7.490                                                |                                                                        | Asia             |
| 178 | Togo                                     |                                             | 68.037                                               |                                                                        | Africa           |
| 179 | Tonga                                    |                                             | 46.581                                               |                                                                        | Oceania          |
| 180 | Trinidad e Tobago                        |                                             | 53.750                                               | 11.5                                                                   | Sud America      |
| 181 | Tunisia                                  |                                             | 79.364                                               |                                                                        | Africa           |
| 182 | Turchia                                  |                                             | 31.178                                               | 33.8                                                                   | Europa           |
| 183 | Turkmenistan                             |                                             | 5.186                                                |                                                                        | Asia             |
| 184 | Tuvalu                                   |                                             | 7.587                                                |                                                                        | Oceania          |
| 185 | Uganda                                   |                                             | 50.834                                               |                                                                        | Africa           |
| 186 | Ucraina                                  |                                             | 81.693                                               |                                                                        | Europa           |
| 187 | Emirati Arabi Uniti                      |                                             | 29.958                                               |                                                                        | Asia             |
| 188 | Regno Unito                              |                                             | 102.636                                              | 84.3                                                                   | Europa           |
| 189 | Stati Uniti d'America                    | Debito pubblico degli Stati Uniti d'America | 134.1                                                | 99.6                                                                   | Nord America     |
| 190 | Uruguay                                  |                                             | 61.000                                               | 54.7                                                                   | Sud America      |
| 191 | Uzbekistan                               |                                             | 34.295                                               |                                                                        | Asia             |
| 192 | Vanuatu                                  |                                             | 45.752                                               |                                                                        | Oceania          |
| 193 | Venezuela                                |                                             | 157.809                                              |                                                                        | Sud America      |
| 194 | Vietnam                                  |                                             | 37.091                                               |                                                                        | Asia             |
| 195 | Stato di Palestina                       |                                             | 59.776                                               |                                                                        | Asia             |
| 196 | Yemen                                    |                                             | 73.531                                               | 69.3                                                                   | Asia             |
| 197 | Zambia                                   |                                             |                                                      | 117.5                                                                  | Africa           |
| 198 | Zimbabwe                                 |                                             | 92.824                                               |                                                                        | Africa           |
|     | Mondo                                    |                                             |                                                      |                                                                        | —                |